# 阿巴拉奇高中槍擊案
美國東岸時間2024年9月4日上午9:30，美國喬治亞州溫德附近的阿巴拉奇高中發生大規模槍擊事件。
事件中2名學生和2名教師被殺，另有9人受傷。佐治亚州巡逻队在事發後派出大批警力趕赴現場。
犯罪嫌疑人14歲的柯爾特·格雷 (Colt Gray) 已被拘留，並被指控犯有四項重罪謀殺罪 (felony murder)。他的父親科林·格雷（Colin Gray）也被指控犯有與槍擊事件有關的二級謀殺和過失殺人罪，因為他購買了據稱在槍擊事件中使用的槍。
這起槍擊事件是喬治亞州史上最嚴重的校園槍擊事件。

## 背景
阿巴拉奇高中是一所公立高中，位於喬治亞州巴羅縣，距離亞特蘭大東北方約50英里（80）。其是巴罗县学区的一部分，擁有約1900名註冊學生。喬治亞州學校必須在每學年10月1日之前完成至少一次突發槍擊演習（active shooter drill）。
槍擊事件發生前一周，學校向所有教師發放了一份名為 Centegix 的身份證件，其中包括一個緊急按鈕（panic button）電子裝置，用於應對學校中任何潛在的突發情況。該技術還包括「具有即時定位功能的動態數位地圖」。學校教室的門一旦關閉就會自動鎖上，如果沒有鑰匙，就需要有人從裡面開門。

## 槍擊案
在槍擊案發生前，阿巴拉奇高中接到一個未知來源的電話，稱5所學校將成為攻擊目標，而阿巴拉奇高中將是第一所被襲擊的學校。據稱，第二個電話來自犯罪嫌疑人柯爾特·格雷的母親，警告稱存在“極端緊急情況”，並要求管理人員找到格雷，但他們無法做到這一點。
學校在上午10:20分左右被封鎖，執法人員於10:23分左右迅速作出回應。封鎖軟體導致學校所有智慧板 (smartboards) 上都閃爍著紅色大字「硬封鎖」(Hard Lockdown) 字樣。這則訊息的含糊措辭讓一些學生認為這是演習的一部分。 佐治亚州调查局局長透露，當地時間約10:20分，警長辦公室接獲校內有活躍槍手的報告，救援人員在數分鐘內抵達。校園安全官在數分鐘內與疑犯接觸，疑犯隨即向他們投降。
一名學生告訴媒體，他聽到大約10發槍聲，最初不相信是真的，直到聽到一名警官大喊讓某人放下武器。另一名學生回憶說，聽到槍聲後，全班迅速用物品堵住門並躲藏起來。另一名學生則說，當時老師試圖查看聲音來源，隨後被告知要鎖上門，因為有活躍槍手。接著他們聽到有人猛烈敲門並多次高喊「開門！」，隨後傳來槍聲和尖叫聲。
在確認安全後，學生被疏散到學校的足球場。學生們後來回憶說，他們在疏散時看到地板上被遺棄的書包、手機和鞋子，而其他人則回憶說看到警察試圖擋住地上的一具屍體、一把槍和血跡。
喬治亞州州長布賴恩·肯普調動所有可用的州資源來支援槍擊現場的處理工作。

## 疑犯
疑犯的身份最初未被執法機構公佈，外界只得知其為一名14歲男孩，並已被拘捕。喬治亞州調查局局長克里斯·霍西後來確認疑犯是該校14歲的學生柯爾特·格雷，表示該疑犯將被起訴謀殺罪，並以成人身份接受審判。據報導指，疑犯在槍擊案中使用一支AR-15型步槍。格雷的父亲科林·格雷 （Colin Gray），被指控犯有四项过失杀人罪、两项二级谋杀罪和八项虐待儿童罪。据称，他购买了本次枪击案中使用的枪支作为送给儿子的礼物。
據報導指，2023年5月，當地執法機構與聯邦調查局聯手，曾前往調查格雷及其家人有關其在網上發佈校園槍擊威脅的情況。調查機構確認，當時的調查對象是年僅13歲的格雷，但當時並無相當理由進行逮捕。

## 遇害者
事件中4人死亡，9人受傷。傷者被送往雅典皮埃蒙特雅典醫療中心和亞特蘭大格雷迪紀念醫院接受治療。多名倖存者因驚恐症發作而住院。
死者包括兩名14歲的學生梅森·謝默霍恩和克里斯蒂安·安古洛、一名教師克里斯蒂娜·伊里米，以及一名兼職教練的教師理查德·阿斯平沃爾。槍擊案中還有兩名教師受傷。

## 調查
美國司法部長梅里克·加蘭表示，聯邦調查局和美國菸酒槍炮及爆裂物管理局已在現場調查。聯邦調查局亞特蘭大辦事處證實其特工已到場。喬治亞州調查局也在調查中。

## 後續
9月6日，喬治亞州溫德市為槍擊事件罹難者舉辦了紀念活動，多名政界人士和約1,000人出席。學校外設立了一座紀念館，學生、家長和社區成員留下了鮮花、氣球和便條等物品。該學校的高中橄欖球隊原定於 9 月 6 日在另一所地區學校進行比賽，但比賽被取消，並安排了守夜祈禱活動。
為槍擊事件受害者發起了GoFundMe众筹活動，以幫助支付與槍擊事件相關的費用。槍擊事件發生後不久，當地組織和餐廳就舉辦了其他籌款活動和追悼會。

## 反應
白宮發表聲明，確認國土安全顧問伊麗莎白·舍伍德-蘭德爾已向美國總統祖·拜登簡報槍擊案，其政府將在獲取更多資訊後，繼續與聯邦、州和地方官員協調應對。司法部長梅里克·加蘭對槍擊事件及其影響表示極度悲痛。白宮新聞秘書卡琳·尚-皮埃爾在下午的新聞發佈會上針對事件發表評論，並討論包括全面背景調查等槍支管控措施的重要性。美國副總統賀錦麗感謝救援人員的迅速行動，並表示「我們不必讓事情變成這樣」。
喬治亞州州長布萊恩·坎普在X上表達了哀悼，並呼籲所有喬治亞州民眾為學生的安全祈禱。喬治亞州共和党籍眾議員麦克·柯林斯，其選區涵蓋該學校，其發表聲明，為受害者及其家人祈禱。亞特蘭大市長安德烈·狄更斯向受影響者表示慰問，並向參與行動的執法人員表示支持。柯林斯的回应遭到了许多支持枪支管制倡导者的批评，一些人指责柯林斯支持枪支暴力，并引用了他的一则竞选广告，在广告中他拿着突击步枪射击一个上面写着“投票机”标志的垃圾桶，称特朗普赢得了2020年总统大选并以此行为来表达对拜登的反感。另一位来自佐治亚州的美国众议员玛乔丽·泰勒·格林  也在 X上发表声明，为受害者和家属提供支持。与柯林斯一样，格林也因涉及枪支的竞选广告以及传播关于校园枪击案的谣言而受到批评，例如在2018年佛罗里达校园枪击案，她错误地声称这是宣传反枪支法的假旗行动法案。
美国前总统唐纳德·特朗普在Truth Social上发表一篇文章表达了他对本起枪击案受害者的哀悼。他说：“我们的心与受佐治亚州温德悲剧事件影响的受害者和亲人同在。这些珍爱的孩子太早就被一个病态和疯狂的怪物从我们身边带走了。”共和党副总统候选人JD·万斯表示，校园枪击事件是一个不幸的“生活事实”，学校是软目标，学校需要更好的安全，而不是枪支管制。